# Грюнвальд, Георг Бернхард
Георг Бернхард Грюнвальд (нем. Georg Bernhard Grunwald; 2 апреля 1879, Браунсберг, Восточная Пруссия — 4 августа 1937, Регенсбург) — немецкий католическим священник и теолог, профессор педагогики в Философско-теологическом университете Регенсбурга.

## Биография
Георг Бернхард Грюнвальд родился 2 апреля 1879 года в Браунсберге в Восточной Пруссим; после обучения в Браунсбергской иезуитской коллегии (Lyceum Hosianum), в 1903 году он был рукоположен в католические священники. С 1904 по 1906 год Грюнвальд был студентом в Страсбургском университете в Эльзасе, где стал кандидатом теологии: написал и защитил диссертацию под руководством католического философа и историка философии Клеменса Боймкера (Clemens Baeumker, 1853—1924).
В период Первой мировой войны, в 1915 году, Георг Грюнвальд получил позицию профессора педагогики в Браунсберге, а в 1920 — в Философско-теологическом университете в Регенсбурге (Philosophisch-theologische Hochschule Regensburg). Грюнвальд полагал, что педагогика должна строиться на психологической и ценностно-философской основе; он отделял теологическую педагогику (катехитику) от педагогики, построенной на сугубо рациональной философии. 11 ноября 1933 года он был среди более 900 ученых и преподавателей немецких университетов и вузов, подписавших «Заявление профессоров о поддержке Адольфа Гитлера и национал-социалистического государства».
Профессор Грюнвальд скончался 4 августа 1937 года в Регенсбурге.

## Работы
- Philosophische Pädagogik. Ferdinand Schöningh Verlag, Paderborn 1917.
- Geschichte der Gottesbeweise im Mittelalter bis zum Ausgang der Hochscholastik, nach d. Quellen dargestellt, Aschendorff, Münster 1907
- Lehrbuch der Pädagogik: Geschichte und System, 5., verb. Aufl., Ferdinand Schöningh Verlag, Paderborn 1913
- Pädagogische Psychologie: Eine genetische Psychologie der Wissenschaft, Kunst, Sittlichkeit und Religion bis zur vollen Reife des Menschen auf Grund einer differentiellen Psychologie des Zöglings und des Erziehers. F. Dümmlers Verlh., Berlin 1921
- Die Pädagogik des zwanzigsten Jahrhunderts: Ein kritischer Rückblick und programmatischer Ausblick, Herder, Freiburg im Breisgau 1927